# Смартбук

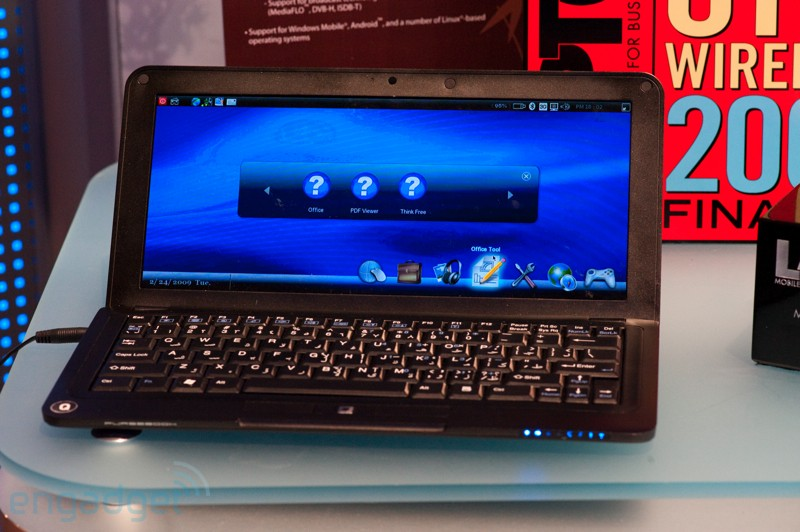
Wistron Pursebook з процесором Snapdragon ARM 1GHz (квітень 2009)

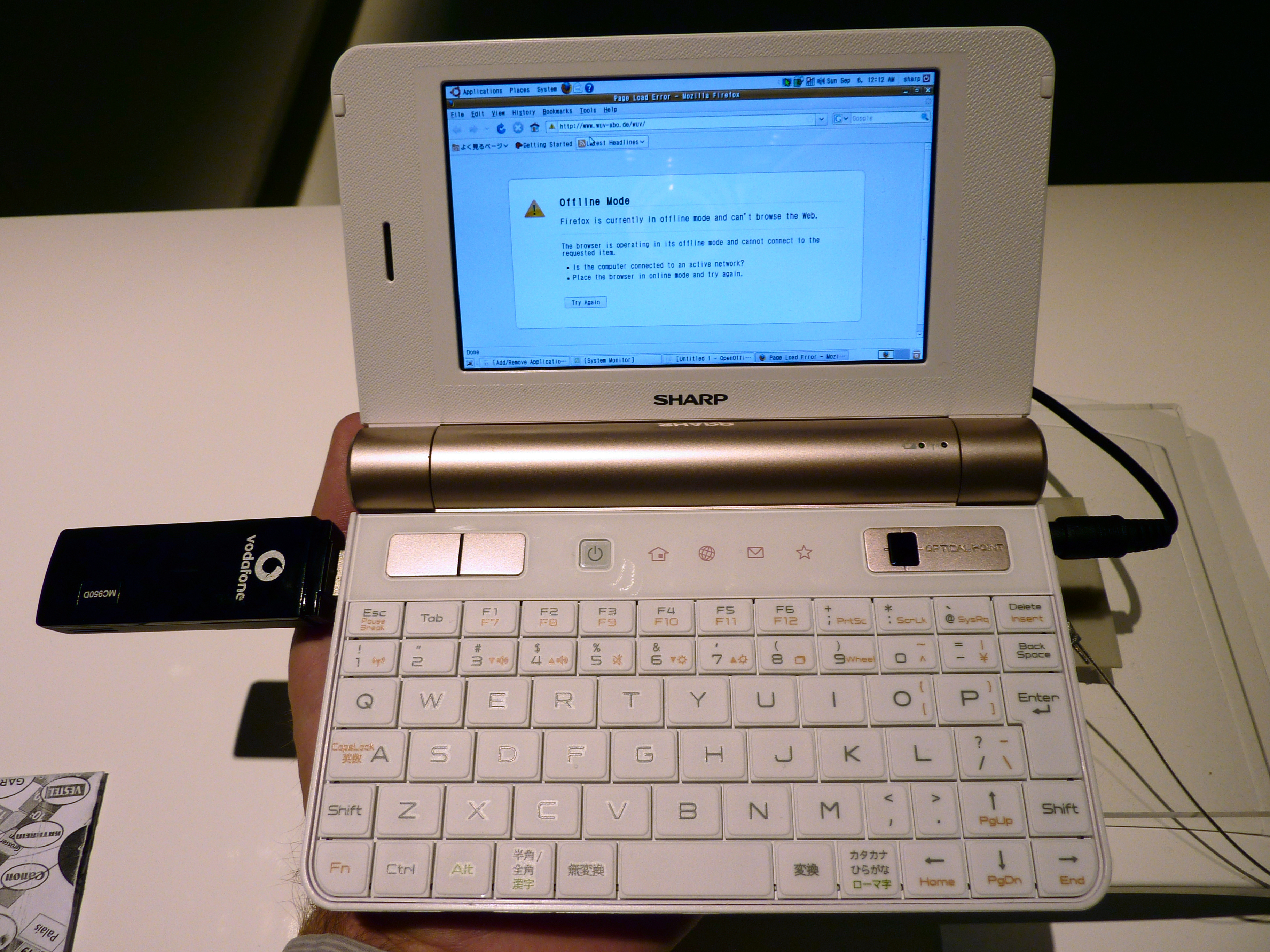
Sharp PC-Z1 на IFA 2009

Смартбук (англ. Smartbook) — тип мініатюрного комп'ютера, що є чимось середнім між традиційним смартфоном і нетбуком.
Ці пристрої типово комплектуються дисплеєм з діагоналлю до 12 дюймів, модулем для роботи в мережах стільникового зв'язку, контролерами Bluetooth і Wi-Fi, а також приймачем GPS, невеликою вагою, низьким енергоспоживанням і невисокою вартістю. Термін введений в обіг компанією Qualcomm, що випускає потужні процесори архітектури ARM. Це приблизно теж саме, що і нетбук, але на відміну від терміна «нетбук», який був запропонований компанією Intel для невеликих ноутбуків, заснованих на процесорах своєї архітектури Intel x86, в смартбуках використовуються як правило процесори архітектури ARM або інші процесори, не сумісні з Intel-архітектурою, звичайно на архітектурі ARM від Qualcomm або Freescale з інтегрованим модулем 3G, 10-годинним часом автономної роботи і низькою вартістю. Іншими словами, це могутній смартфон з великим дисплеєм в корпусі ноутбука.
По габаритах і по функціональності дані пристрої займають проміжне положення між мобільними інтернет-пристроями (MID) і Handheld РС «знизу» і субноутбуками «зверху». Від UMPC смартбуки відрізняються компонуванням і, як правило, використанням звичайних екранів, нечутливих до торкання. Цей момент є спірним, деякі виробники і експерти відносять смартбуки і субноутбуки до класу UMPC. Так само існують моделі смартбуків з сенсорним екраном.
У смартбуках використовуються економічні процесори і набори системної логіки, а замість жорсткого диска часто застосовується твердотілий накопичувач. Майже всі смартбуки забезпечені модулями бездротових мереж Wi-Fi, деякі — WIMAX, часто є інтерфейс Bluetooth. Зазвичай є мультиформатний (MS Pro, SD/MMC, XD-Picture Card) зчитувач карт. Як правило оптичні приводи DVD-дисків відсутні.
Для цієї категорії пристроїв використовуються процесори, що спеціально проектувалися для смартфонів і мобільних інтернет-пристроїв (MID), які так само застосовуються в деяких смартфонах. Процесори для смартфонів випускають компанії: Qualcomm, Broadcom, Freescale, Samsung, TI, Marvell, Nvidia(Nvidia Tegra).
У смартбуках використовуються різні ОС на базі GNU/Linux, а також може бути використана Microsoft Windows CE для мобільних пристроїв.
Розробляються спеціальні варіанти ОС для смартбуків — наприклад, Google Chrome OS. Є приклади використання ОС Google Android. Але найчастіше використовується Linux Ubuntu скомпільована для ARM-процесорів.